# Pecilasio
Pecilasio o Pecilaso (en griego, Ποικιλάσιο, Ποικιλασσός) es el nombre de un antiguo asentamiento griego situado en la costa suroccidental de la isla de Creta, que floreció en los periodos arcaico, clásico y helenístico y que en la época romana entró en declive y desapareció. Probablemente era uno de los puertos de la ciudad de Éliro. Es mencionado en el Estadiasmo. 
Es posible que fuera una de las ciudades que componían la llamada «federación de los Oreioi», una liga que funcionó entre los siglos IV y III a. C., de la que formaban parte las ciudades de Éliro, Hirtacina, Liso, Sía y Tarra, puesto que aparece citada en una inscripción epigráfica acerca de una alianza entre el rey Magas de Cirene y esta federación.
Se han encontrado algunos restos arqueológicos. Entre ellos, figuran inscripciones acerca de un santuario que estaba dedicado a Serapis, y tumbas.